# Marcel Fischer
Pour le cycliste allemand, voir Marcel Fischer (cyclisme). Pour les homonymes, voir Fischer.
Marcel Fischer, né le 14 août 1978 à Bienne, est un escrimeur suisse, pratiquant l'épée.

## Biographie
Marcel Fischer commence l'escrime en 1987 au Cercle d'escrime de Bienne. En 1998, il décroche une troisième place aux Mondiaux juniors de Valence. Aux Jeux olympiques de Sydney, en 2000, il se retrouve à la quatrième place avec une différence d'un point (le score était de 15-14) en faveur de son adversaire. L'arbitrage s'était avéré particulièrement litigieux. Mais quatre ans plus tard, peu de temps après avoir passé ses examens de médecine, avec le même arbitre, il remporte la médaille d'or à Athènes, après avoir eu des difficultés à se qualifier. Après avoir échoué à se qualifier aux Jeux olympiques de Pékin et deux semaines après avoir affirmé continuer de pratiquer l'escrime encore un an, Marcel Fischer annonce qu'il prend sa retraite en tant qu'escrimeur, afin de se consacrer à sa famille et à son travail de médecin,.

## Club
- Cercle d'escrime de Bienne (1987-1999)[1]
- Société d'escrime de Bâle (1999-2008)[1]

## Palmarès

### Jeux olympiques d'été
- Médaille d'or en épée aux Jeux olympiques de 2004 à Athènes

### Championnats suisses
- 2005 : 1er par équipes épée.
- 2005 : 1er individuel épée.

### Championnats d'Europe
- 2004 Copenhague : Champion d'Europe par équipes épée.

### Coupe du monde
- 5 victoires en coupe du monde :
- 2000 : Jockey Club Argentino Buenos Aires
- 2003 : Coupe du monde de Bratislava
- 2003 : Coupe du monde d'Innsbruck
- 2004 : Grand prix de Berne
- 2004 : Grand prix de Stockholm